# Ельмеев, Василий Яковлевич
Васи́лий Я́ковлевич Ельме́ев (18 января 1928, Сузгарье, Пензенская губерния — 8 июля 2010, Санкт-Петербург) — советский и российский учёный, философ

, экономист, социолог. Профессор, доктор философских наук, доктор экономических наук. Заслуженный деятель науки РСФСР, почетный работник высшего профессионального образования РФ, почетный профессор Санкт-Петербургского государственного университета.

## Биография
Родился в крестьянской семье. Его родители Яков Герасимович и Дарья Петровна Ельмеевы были земледельцами, отец участвовал в Великой Отечественной войне. В 1945 году окончил с отличием Саранское педагогическое училище, поступил на философский факультет ЛГУ, окончил его в 1950 г. и аспирантуру того же факультета в 1953 г. Его учителями в университете были профессора М. В. Серебряков, В. П. Тугаринов, Б. Г. Ананьев.
С 1949 г. работал в Ленинградском (Санкт-Петербургском) государственном университете: 1949—1950 гг. — ст. лаборант; 1951—1957 гг. — ассистент (по совместительству и аспирант), преподаватель; 1957—1965 гг. — доцент; с 1965 г. — профессор философского факультета; 1965—1968 гг. — директор НИИ комплексных социальных исследований при ЛГУ; 1971—1984 гг. — заведующий кафедрой экономики исследований и разработок; 1984—1989 гг. — заведующий кафедрой прикладной социологии экономического факультета; 1989—1993 гг. — заведующий кафедрой прикладной и отраслевой социологии факультета социологии; 1993—1994 гг. — профессор этой кафедры; с 1994 г. — профессор кафедры экономической социологии факультета социологии.

## Научная деятельность
В. Я. Ельмеев — организатор НИИ комплексных социальных исследований (1965), отделения и кафедры экономики исследований и разработок (1971), отделения и кафедры прикладной социологии (1984). Он — заслуженный деятель науки РСФСР (1988), действительный член Академии социальных наук, Петровской академии наук и искусств. В 1963 г. защитил докторскую диссертацию по философии «Главная производительная сила общества», в 1977 г. — по экономике «Экономика науки: теоретические основы».
Сфера его научных интересов затрагивает проблемы философии, социологии и экономической теории. Он занимается исследованием методологических вопросов социального познания, проблемами социального развития и управления, воспроизводства человека и общества, социологией и экономикой науки, развитием человека как субъекта труда и главной производительной силы общества, трудовой теорией потребительной стоимости. В области социальной философии и социологии он разрабатывал теорию социального развития, ставшую основой осуществления на практике крупного исследовательского проекта по планированию и проектированию социального развития трудовых коллективов и регионов страны. В монографиях «Проблемы социального планирования» (Л., 1973), «Методологические основы планирования социального развития» (М., 1974) обобщены итоги прикладных социологических исследований и практика планирования социального развития. Награждён золотой медалью ВДНХ и дипломом лауреата объединения «Кировский завод». Продолжением этих исследований стала разработка воспроизводственной концепции развития общества, изложенная в монографии «Воспроизводство общества и человека» (М., 1988). Из проблем методологии социологической науки предметом его анализа стали вопросы превращения фундаментальной теории в прикладные формы, пригодные к применению на практике, методы конкретизации социологической теории, отличные от её операционализации. Он предложил метод прикладного социального анализа, а также методы заключительного звена прикладных социальных исследований — социальной практики. Результаты этих исследований опубликованы в коллективных работах, выполненных под руководством В. Я. Ельмеева: «Фундаментальные и прикладные социальные исследования: методологические проблемы взаимодействия» (Л., 1988); «Прикладная социология: очерки методологии» (СПб., 1994; 1998); «Социология практики: методологические проблемы» (СПб., 1994). Завершает цикл его работ по методологии социологии монография «Социологический метод: теория, онтология, логика» (СПб., 1995), в которой излагается авторская концепция метода теоретической социологии на современном этапе развития, выявляется специфика социологического метода, обсуждается вопрос о предпосылках его превращения в единый, интегрированный метод социологической науки.
В экономической социологии и в экономической теории предметом его занятий были проблемы развития науки, научного труда, разделения умственного и физического труда, развития человека как производительной силы общества, разработки новой парадигмы экономической теории, ставящей человека в качестве цели и результата экономики. Он внес весомый вклад в создание политэкономической теории науки, обоснование превращения науки в непосредственную производительную силу, исследование социальной эффективности научно-технического прогресса (Наука и производительные силы общества. М., 1959; Основы экономики науки. Л., 1977). Изучение развития производительных сил, человеческого труда, науки, выходящих за рамки стоимостных отношений, привели к разработке новой парадигмы экономической теории — трудовой теории потребительной стоимости, представляющей собой новую основу для решения современных социальных проблем («К новой парадигме социально-экономического развития и познания общества». СПб., 1999). Концепция и способы решения современных социально-экономических проблем рассмотрены в монографиях «Выбор нового курса» (М., 1991, в соавторстве) и «Уроки и перспективы социализма в России» (СПб., 1997, в соавторстве). Позже им будут также опубликованы «Теория и практика социального развития. Избранные научные труды» (СПб., 2004 г.) и «Будущее за обществом труда» (СПб., 2003, в соавторстве).
М. В. Попов вспоминал:

Только мы успели первый номер «Народной правды» выпустить, против Горбачева выступили, и тут уже события (ГКЧП). И вдруг в нашем родном университете, где Долгов — профессор, я — профессор, выходит наша газета «Университетский вестник» и на развороте картиночка такая хорошая: танк, на танке написано «ОФТ», он выезжает из книги «Выбор нового курса» авторов Долгова, Ельмеева, Попова. Этой книгой мы ответили Гавриле Попову на его десоветизацию, за полтора месяца издали книжку в издательстве «Мысль». Смысл рецензии на весь разворот — книга наша готовит военные перевороты. Товарищ Ельмеев, доктор экономических и доктор философских наук при большом скоплении народа встречается с одним профессором, который ему говорит: «Василий Яковлевич, из вашей книги выползают танки». Ельмеев говорит: «Да, из нашей книги выползают танки. А из вашей книги — г..вно». На этом закончилась тема, никто к нам больше не приставал...
В области исследования труда основные результаты научной деятельности В. Я. Ельмеева обобщены в его крупной монографии «Социальная экономия труда» (СПб., 2007), оцененной научной общественностью как создание политической экономии труда, составляющей основание политической экономии в её широком смысле (Экономист. 2007. № 12; Вестн. С.-Петерб. ун-та. Сер. 12. 2008. Вып. 3.) В отличие от классической политической экономии, в которой труд представлен в его стоимостном выражении, и от теории предельной полезности, отвергающей труд, в монографии автора он исследуется как созидатель потребительной стоимости. В ней сформулирован закон движения потребительной стоимости на объективной трудовой основе: а) в противоположность закону стоимости, выражающему эквивалентность и обратимость общественных затрат труда и стоимости его результатов, закон потребительной стоимости предполагает превышение результатов труда над его затратами и их необратимость; б) труд и его результат в этом своем качестве приобретают экономическое определение потребительной стоимости, поскольку труд не имеет стоимости и не имеет стоимостного определения; в) труд и его результат в форме потребительной стоимости получают количественную меру не в затратах, а в экономии труда и рабочего времени.
Потребительностоимостная теория труда позволяет решить ряд крупных проблем, не исследованных мировой экономической наукой и имеющих серьёзное практическое значение. Во-первых, преодолевается тезис о принципиальной несоизмеримости потребительных стоимостей как таковых без подведения их под меновую стоимость, под затратный принцип. Экономия труда, его высвобождение, измеренные в соответствующих единицах труда, являются более высокими соизмерителями потребительных стоимостей, чем затраты труда. Во-вторых, посредством трудовой теории потребительной стоимости получено обоснование возможности собственно экономического и социального развития общества, что не допускается принципом стоимостной эквивалентности затрат и результатов труда. В-третьих, в потребительностоимостном определении труд выявляет свою инновационную сущность, отрицаемую стоимостной парадигмой равновесности затрат и результатов труда.
Предложенные автором теоретические решения помогут на практике преодолеть растущий разрыв между стоимостным (номинальным) и потребительностоимостным (реальным) движением ВВП, обратить внимание хозяйственных органов на то, что и сегодня потребительная стоимость остается предпосылкой стоимости продукта, а потребительная стоимость рабочей силы — источником прибавочной стоимости. Благосостояние трудящихся может быть правильно оценено и реально обеспечено, если исходить из потребительной стоимости жизненных средств (потребительской корзины), которой в итоге определяется их стоимость (МРОТ).
Всего В. Я. Ельмеевым опубликовано свыше 350 работ, из них 18 монографий, в 38 коллективных монографиях он принял участие как автор.

## Избранные труды

### Монографии
- 1. Наука и производительные силы общества. М.: Соцэкгиз, 1959. 112 с.
- 2. Возрастание роли науки в строительстве коммунизма. Л.: Изд-во Ленингр. ун-та, 1962. 103 с. (Соавт. Корнеев М. Я.)
- 3. Коммунизм и развитие человека как производительной силы общества. М.: Мысль, 1964. 317 с.
- 4. Коммунизм и преодоление разделения между умственным и физическим трудом. Л.: Изд-во Ленингр. ун-та, 1965. 144 с. (Соавт. Полозов В. Р., Рященко Б. Р.)
- 5. Комплексное планирование экономического и социального развития района. Л.: Лениздат, 1972.126 с. (Соавт. Рященко Б. Р., Юдин Е. П.)
- 6. Проблемы социального планирования. Л.: Лениздат, 1973. 151 с.
- 7. Методологические основы планирования социального развития. М.: Мысль, 1974. 167 с.
- 8. Основы экономики науки. Л.: Изд-во Ленингр. ун-та, 1977. 144 с.
- 9. Воспроизводство общества и человека. М.: Мысль, 1988. 235 с.
- 10. Выбор нового курса. М.: Мысль, 1991. 201 с. (Соавт. Долгов В. Г., Попов М. В.)
- 11. Прикладная социология: Очерки методологии. СПб.: Изд-во С.-Петерб. ун-та, 1994. 200 с.(Соавт. Овсянников В. Г.)
- 12. Социологический метод: Теория, онтология, логика. СПб.: Петрополис, 1995. 144 с.
- 13. Трудовая теория потребительной стоимости — новая парадигма экономической науки. СПб.: Изд-во С.-Петерб. ун-та, 1996. 134 с.
- 14. Уроки и перспективы социализма в России. СПб.: Изд-во С.-Петерб. ун-та, 1997. 126 с. (Соавт. Долгов В. Г., Попов М. В.)
- 15. Прикладная социология. Очерки методологии. 2-е изд. исправ. и допол. СПб.: Изд-во С.-Петерб. ун-та, 1999. 200 с. (Соавт. Овсянников В. Г.)
- 16. К новой парадигме социально-экономического развития и познания общества. СПб.: Изд-во С.-Петерб. ун-та, 1999. 140 с.
- 17. Теория и практика социального развития. Избранные научные труды. СПб.: Изд-во С.-Петерб. ун-та, 2004. 400 с.
- 18. Социальная экономия труда: общие основы политической экономии. СПб.: Изд-во С.-Петерб. ун-та, 2007. 576 с.

### Коллективные монографии
- 19. Белых А. К., Дроздов А. В., Корнеев М. Я. и др. Базис и надстройка социалистического обще-

ства / Отв. ред. В. П. Рожин. Л.: Изд-во Ленингр. ун-та, 1961. 170 с.
- 20. Котелкин В. И., Кузьмин Е. С., Волков И. П. и др. Методические рекомендации по разработке перспективного плана социального развития коллектива предприятия / Под ред. В. Я. Ельмеева, Б. Р. Рященко, Ю. В. Грибовского. Л.: Изд-во Ленингр. ун-та, 1968. 196 с.
- 21. Константинов Ф. В., Семенов В. С., Чесноков Д. И. и др. Социология и идеология. М.: Наука,1968. 467 с.
- 22. Котелкин В. И., Чуев И. А., Орехов В. В. и др. Планирование социальных процессов на предприятии / Под ред. В. Я. Ельмеева, Б. Р. Рященко. Л.: Лениздат, 1969. 239 с.
- 23. Воротилов В. А., Ельмеев В. Я., Межевич М. Н. и др. Методические рекомендации по комплексному планированию социально-экономического развития городского административного района. Л.: Наука, 1971. 186 с.
- 24. Коммунизм и управление общественными процессами. Т. 1 / Под ред. А. К. Белых. Л.: Изд-во Ленингр. ун-та, 1972. 272 с.
- 25. Мишин В. И., Ракаускас Ю. И., Кряжев П. Г. и др. Коммунизм и социальный прогресс / Под ред. В. Я. Ельмеева, А. П. Казакова. Л.: Изд-во Ленингр. ун-та, 1973. 326 с.
- 26. Социализм: Диалектика развития производительных сил и производственных отношений / Под ред. В. Г. Марахова. М.: Мысль, 1975. 334 с.
- 27. Казаков А. П., Белых А. К., Ельмеев В. Я. и др. Развитое социалистическое общество и социальный прогресс. Л.: Изд-во Ленингр. ун-та, 1975. 175 с.
- 28. Рященко Б. Р., Валдайцев С. В., Ельмеев В. Я. и др. Наука в системе экономических категорий / Под ред. В. Я. Ельмеева. Л.: Изд-во Ленингр. ун-та, 1977. 126 с.
- 29. Сошнев А. Н., Мосалев В. Е., Доймихен К. и др. Экономические основы организации, управления и планирования в сфере исследований и разработок / Отв. ред. В. Я. Ельмеев,С. В. Валдайцев и др. Л.: Изд-во ЛГУ, 1978. 144 с.
- 30. Черкасов Г. Н., Буярова Я., Пашков А. С. и др. Социальные проблемы управления трудовыми коллективами. М.: Профиздат, 1978. 208 с. То же. Прага, 1979 (на чеш. яз.); Братислава, 1979 (на словац. яз.).
- 31. Нысанбаев А. Н., Рузавин Г. И., Мочерный С. Б. и др. Материалистическая диалектика как методология / Отв. ред. Ж. М. Абдильдин. Алма-Ата: Наука, 1981. 356 с.
- 32. Гросскопф Э., Мосалев В. Е., Мазуренко Ю. И., Замула А. И. и др. Экономика производственных исследований / Под ред. В. Я. Ельмеева. Л.: Изд-во Ленингр. ун-та, 1982. 224 с.
- 33. Гюнтер В., Когут А. Е., Иванов Н. и др. Эффективность НТП: Измерение и планирование на предприятии / Под ред. А. А. Румянцева. Л.: Наука, 1985. 216 с.
- 34. Зворыкин А. А., Виленский М. А., Иванов О. И. и др. Социальные и экономические проблемы эффективности науки. М.: Наука, 1985. 116 с.
- 35. Минина В. Н., Рязанов В. Т., Иванова В. Н. и др. Долгосрочное социально-экономическое планирование / Под ред. Н. А. Моисеенко, Б. Р. Рященко. Л.: Изд-во Ленингр. ун-та, 1986. 167 с.
- 36. Валдайцев С. В., Румянцев А. А., Родионенков П. А. и др. Экономический механизм соединения науки с производством / Под ред. В. Я. Ельмеева. Л.: Изд-во Ленингр. ун-та, 1987. 278 с.
- 37. Ельмеев В. Я., Овсянников В. Г., Ожерельев О. Н. и др. Фундаментальные и прикладные социальные исследования: Методологические проблемы взаимодействия. Л.: Изд-во Ленингр. ун-та,1988. 120 с.
- 38. Алиев В. Г., Сергеев А. А., Бобков В. Н. и др. Альтернатива: Выбор пути. М.: Мысль, 1990. 461 с.
- 39. Губанов С. С., Корняков В. И., Алиев В. Г. и др. Система экономического обеспечения качества продукции: Трудовая теория потребительной стоимости. Ч. 1. Кн. 1 / Под ред. В. И. Сиськова. М:Изд-во стандартов, 1992. 317 с.
- 40. Овсянников В. Г., Тихомиров Б. И., Филиппов А. В. Социология практики: Методологические проблемы / Под ред. В. Я. Ельмеева. СПб.: Изд-во СПбГУ, 1994. 159 с.
- 41. Экономическая теория на пороге XXI века (мат-лы дискуссии) / Под ред. Ю. М. Осипова, В. Т. Пуляева. СПб.: Изд-во «Петрополис», 1996. 416 с.
- 42. Воротилов В. А., Ельмеев В. Я., И. И. Сигов и др. Великий октябрь: прошлое, настоящее, будущее. СПб.: Изд-во С.-Петербургского ун-та, 1997. 328 с.
- 43. Экономическая теория на пороге XXI века / Под ред. Ю. М. Осипова, В. Т. Пуляева,В. Г. Рязанова и др. М.: Изд-во «Юристъ», 1996. Т. 2. 768 с.
- 44. Местное самоуправление: технологии социально-экономического роста / Под ред. А. Г. Воронина и В. Н. Иванова. СПб.: Изд-во С.-Петербургского ун-та, 1998. 470 с.
- 45. Воротилов В.А, Дрожжин В. А., Ельмеев В. Я.и др. Россия в XXI веке. Конституционное устройство обновленной страны. СПб.: Изд-во С.-Петербургского ун-та. 2000. 464 с.
- 46. Долгов В. Г., Ельмеев В. Я., Попов М. В., Тарандо Е. Е. и др. Будущее за обществом труда / Под ред. Ельмеева В. Я. СПб.: Изд-во С.-Петербургского ун-та. 2003. 272 с.
- 47. Вечканов Г. В., Ковалев С. Г., Медведев Н. А. и др. Актуальные проблемы экономической теории и практики / Под ред Л. М. Чистова. СПб.: Изд-во «Астерион», 2003. 322 с.
- 48. Бэллу Э., Волович В. Н., Ельмеев В. Я. и др. От закона стоимости к закону потребительной стоимости. СПб.: Изд-во Фонда Рабочей Академии и ООО Творческий центр «Победа»,2003. 176 с.
- 49. Ленинская теория империализма и современная глобализация / Под ред. А. И. Субетто. Книга 1. СПб.: Изд-во «Астерион», 2003. 260 с.
- 50. Ельмеев В. Я., Горюнов В. П., Мишин В. И. и др. Социология развития: современные теории и проблемы / Под ред. А. О. Бороноева, В. Я. Ельмеева. СПб.: Изд-во С.-Петербургского ун-та, 2004. 380 с.
- 51. Воронцов А. В., Волович В. Н., Ельмеев В. Я. и др. Характер и тенденции развития современного российского общества. СПб.: Изд-во СПб общественного «Фонда культуры и образования», 2004. 265 с.
- 52. Вечканов Г. В., Ковалев С. Г., Чистов Л. М. и др. Актуальные проблемы экономической теории и практики. Ч. 2 / Под ред Л. М. Чистова. СПб.: Изд-во «Астерион», 2004. 420 с.
- 54. Социогенетические основания трансформации общества / Под ред. А. И. Субетто. Кострома: Изд-во Костромского гос. ун-та, 2004. 464 с.
- 55. Вечканов Г. В., Ковалев С. Г., Медведев Н. А. и др. Актуальные проблемы экономической теории и практики. Ч. 3 / Под ред Л. М. Чистова. СПб.: Изд-во «Астерион», 2006. 312 с.
- 56. Азгальдов Г. Г., Бобков В. Н., Ельмеев В. Я. и др. Квалиметрия жизни. Ижевск: Изд-во ин-та экономики и управления УдГУ, 2006. 820 с.

### Учебники и учебные пособия
- 57. Закон отрицания отрицания. Уч. пособие. Л.: Изд-во Ленингр. ун-та, 1956. 29 с. (Соавт. Казаков А. П.)
- 58. Социология собственности. Уч. пособие. СПб.: Изд-во С.-Петербургского ун-та, 2000. 88 с. (Соавт. Тарандо Е. Е.)
- 59. Социология. Учебник для юрид. вузов / Под ред. В. П. Сальникова, Г. Д. Ковалева, С. В. Степашина. СПб.: Изд-во Лань, 2000. 416 с.
- 60. Социология. Курс лекций / Отв. ред. Ю. А. Ургалкин, С. И. Бондарев, Л. Г. Лебедева. Самара, 2000. 212 с.
- 61. Философские основания социологической теории. Учебное пособие. // Под ред. проф. В. Я. Ельмеева, проф. Ю. И. Ефимова. Коллектив авторов. СПб.: Изд-во СПбГУ, 2009.